# Ostrov (Mutěnín)
Ostrov (německy Wasserau) je malá vesnice, část obce Mutěnín v okrese Domažlice v Plzeňském kraji. Nachází se dva kilometry západně od Mutěnína. Je zde evidováno 12 adres. V roce 2011 zde trvale žilo sedm obyvatel.
Ostrov leží v katastrálním území Bezvěrov I o rozloze 2,32 km² a Bezvěrov II o rozloze 1,99 km².

## Historie
První písemná zmínka o vesnici pochází z roku 1379.

## Obyvatelstvo
| Rok            | 1869 | 1880 | 1890 | 1900 | 1910 | 1921 | 1930 | 1950 | 1961 | 1970 | 1980 | 1991 | 2001 | 2011 | 2021 |
| -------------- | ---- | ---- | ---- | ---- | ---- | ---- | ---- | ---- | ---- | ---- | ---- | ---- | ---- | ---- | ---- |
| Počet obyvatel | 369  | 336  | 332  | 317  | 327  | 312  | 305  | 103  | 50   | 2    | 0    | 0    | 0    | 7    | 7    |
| Počet domů     | 53   | 55   | 55   | 55   | 53   | 56   | 61   | 42   | 42   | 1    | 0    | 0    | 0    | 2    | 5    |

## Obecní správa
Při sčítání lidu v letech 1850–1953 Ostrov byl samostatnou obcí v okrese Horšovský Týn (v letech 1890–1910 Horšův Týn). V letech 1954–1985 byl částí obce Mutěnín, se kterým patřil nejprve do okresu Horšovský Týn, ale od roku 1960 v okrese Domažlice. Od 1. července 1985 do 31. prosince 1992 byl částí města Hostouň v okrese Domažlice. Od 1. ledna 1993 je opět částí obce Mutěnín v okrese Domažlice.

## Další fotografie

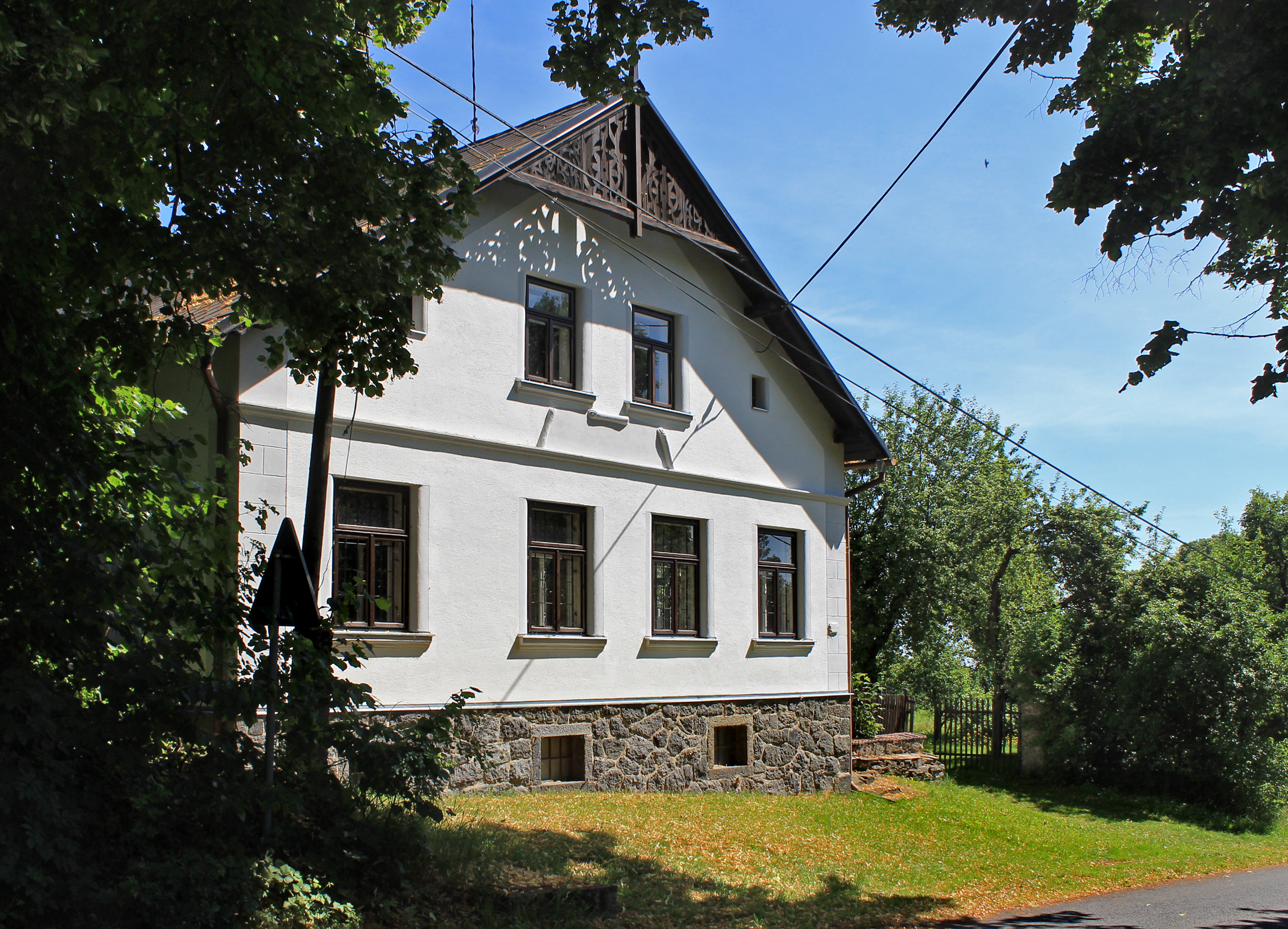
Dům čp. 3
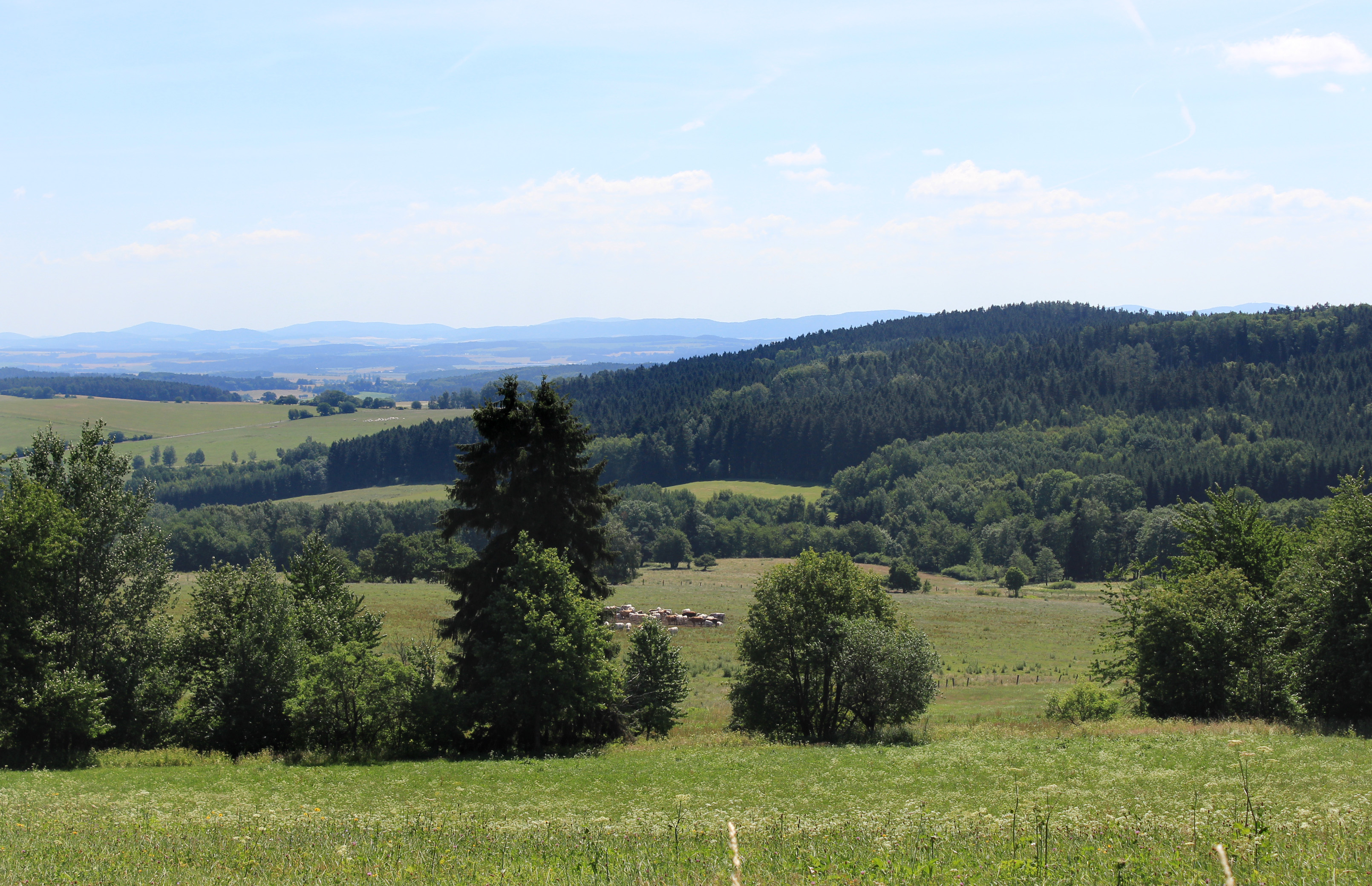
Krajina u Ostrova
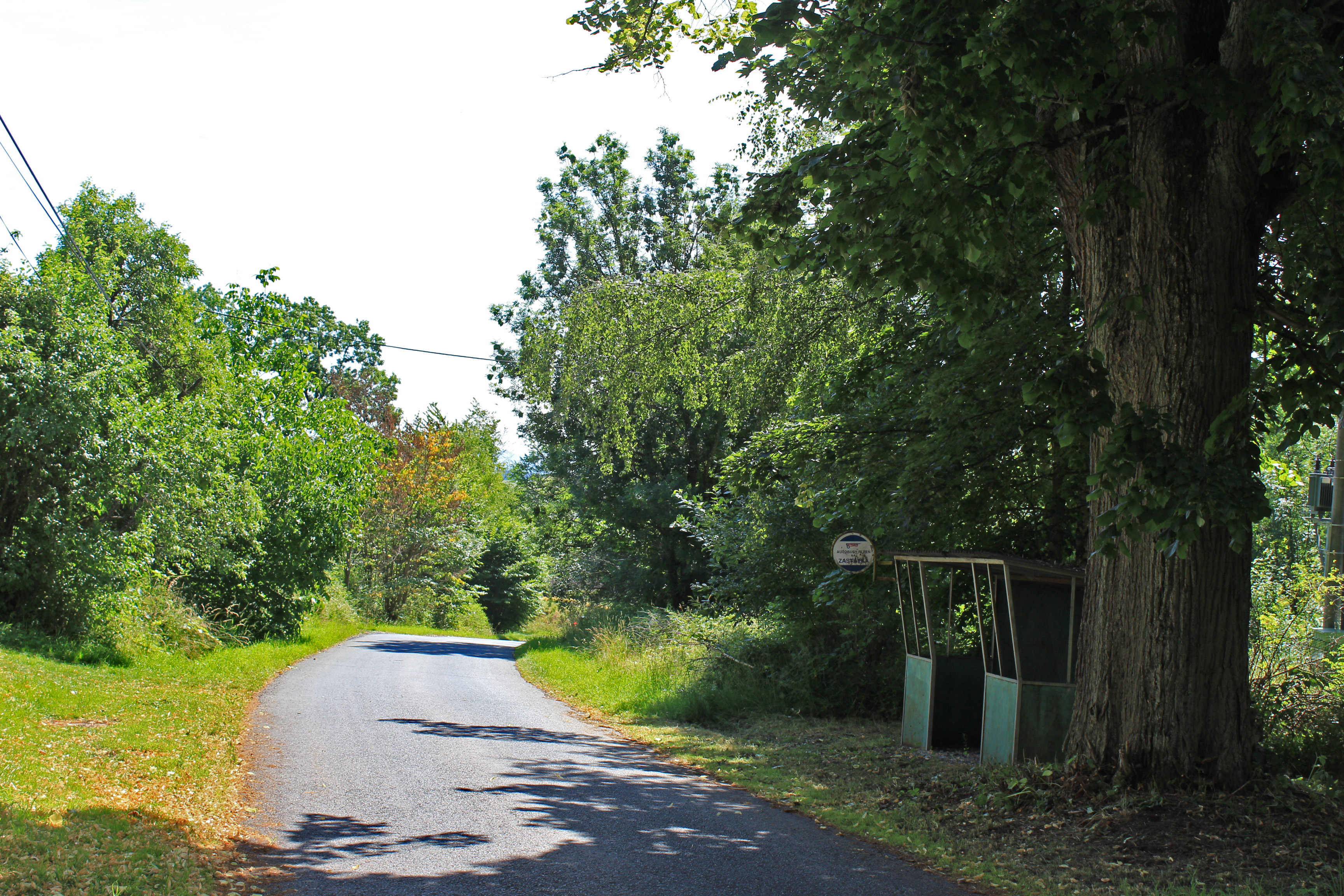
Autobusová zastávka